# Grand Prix automobile des États-Unis 1969
Résultats du Grand Prix automobile des États-Unis 1969 de Formule 1 qui a eu lieu sur le circuit de Watkins Glen le 5 octobre 1969.

## Classement
| Pos  | N° | Pilote               | Écurie       | Tours | Temps/Abandon      | Grille | Points |
| ---- | -- | -------------------- | ------------ | ----- | ------------------ | ------ | ------ |
| 1    | 2  | Jochen Rindt         | Lotus-Ford   | 108   | 1 h 57 min 56 s 84 | 1      | 9      |
| 2    | 18 | Piers Courage        | Brabham-Ford | 108   | + 46 s 99          | 9      | 6      |
| 3    | 14 | John Surtees         | BRM          | 106   | + 2 tours          | 11     | 4      |
| 4    | 8  | Jack Brabham         | Brabham-Ford | 106   | + 2 tours          | 18     | 3      |
| 5    | 12 | Pedro Rodríguez      | Ferrari      | 101   | + 7 tours          | 12     | 2      |
| 6    | 19 | Silvio Moser         | Brabham-Ford | 98    | + 10 tours         | 17     | 1      |
| Nc.  | 16 | Johnny Servoz-Gavin  | Matra-Ford   | 92    | Non classé         | 15     |        |
| Abd. | 2  | Graham Hill          | Lotus-Ford   | 90    | Accident           | 4      |        |
| Abd. | 7  | Jacky Ickx           | Brabham-Ford | 77    | Moteur             | 8      |        |
| Abd. | 22 | George Eaton         | BRM          | 76    | Moteur             | 9      |        |
| Abd. | 4  | Jean-Pierre Beltoise | Matra-Ford   | 72    | Moteur             | 7      |        |
| Abd. | 5  | Denny Hulme          | McLaren-Ford | 52    | Boîte de vitesses  | 2      |        |
| Abd. | 3  | Jackie Stewart       | Matra-Ford   | 35    | Moteur             | 3      |        |
| Abd. | 21 | Pete Lovely          | Lotus-Ford   | 25    | Transmission       | 16     |        |
| Abd. | 15 | Jackie Oliver        | BRM          | 23    | Moteur             | 14     |        |
| Abd. | 10 | Jo Siffert           | Lotus-Ford   | 3     | Alimentation       | 13     |        |
| Abd. | 9  | Mario Andretti       | Lotus-Ford   | 3     | Suspension         | 5      |        |
| Np.  | 6  | Bruce McLaren        | McLaren-Ford | 0     | Forfait (moteur)   | 6      |        |

Légende :
- Abd.=Abandon

## Pole position et record du tour
- Pole position : Jochen Rindt en 1 min 03 s 62 (vitesse moyenne : 209,425 km/h).
- Tour le plus rapide : Jochen Rindt en 1 min 04 s 34 au 69e tour (vitesse moyenne : 207,081 km/h).

## Tours en tête
- Jochen Rindt 99 (1-11 / 21-108)
- Jackie Stewart 9 (12-20)

## À noter
- 1re victoire pour Jochen Rindt.
- 36e victoire pour Lotus en tant que constructeur.
- 25e victoire pour Ford Cosworth en tant que motoriste.